# Terme di Pré-Saint-Didier

Le terme di Pré-Saint-Didier sono delle terme storiche situate nel comune di Pré-Saint-Didier, in Valdigne (Valle d'Aosta), lungo la Dora di Verney.

## Storia
Le fonti di acqua termale di Pré-Saint-Didier erano note già in epoca romana quando la cittadina era nota con il nome di Araebrigium, ma il loro sfruttamento ebbe inizio solo alla metà del Seicento. Verso la metà del Settecento le sorgenti vennero acquistate dalle istituzioni locali e dal Conseil des Commis, l'organo di governo regionale, e nel 1750 venne costruito il primo stabilimento termale.
Il periodo di massimo splendore del centro termale corrisponde al XIX secolo, quando divenne meta di un turismo d'elite, tra cui la famiglia reale italiana, che era solita trascorrere qui le vacanze.

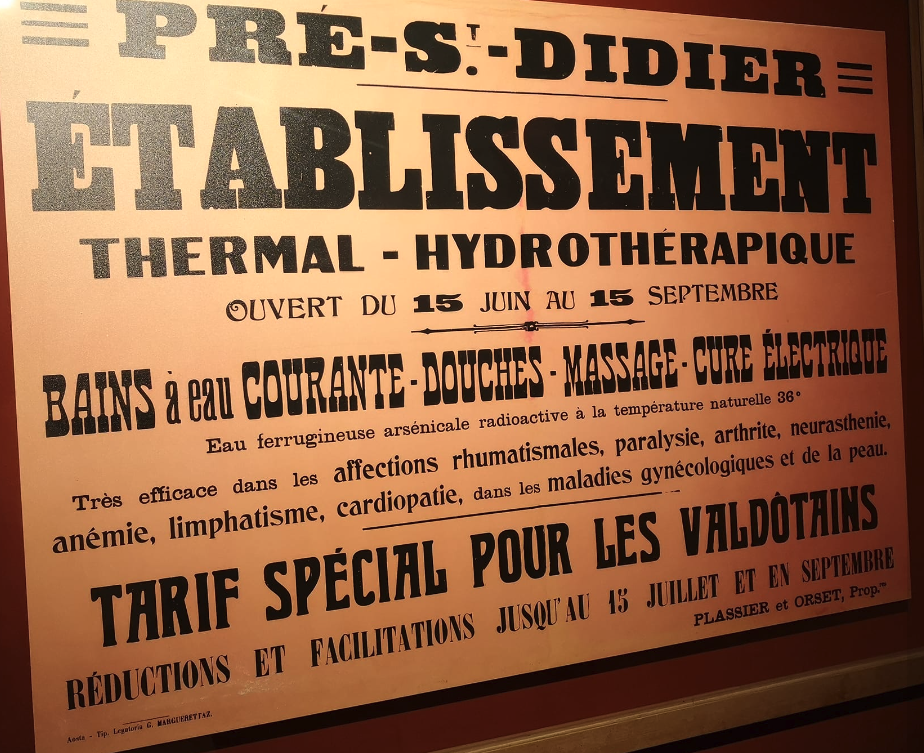
Manifesto d'epoca delle terme di Pré-Saint-Didier.

La realizzazione dello storico stabilimento termale risale al 1834, quando il paese prese il nome di Pré-Saint-Didier-les-Bains, mentre le terme settecentesche vennero destinate alla fascia più indigente della popolazione; nel 1888 venne realizzato l'edificio che ospitava il casinò: oggi anche quest'ultimo complesso è stato integrato nei nuovi stabilimenti termali.
Per oltre 150 anni, queste terme furono uno dei principali centri di attrazione della famiglia reale sabauda.
Nel Novecento, dopo circa 30 anni di inattività, l'impianto ha subito una ristrutturazione: la riapertura delle terme ha dato un importante rilancio alla presenza turistica nel comune e all'economia locale.
Dalle terme parte un sentiero che porta alla passerella panoramica sospesa sull'orrido di Verney, attrazione turistica inaugurata nella primavera del 2014.